# RuPaul's Drag Race Down Under
Drag Race Down Under (prethodno pod nazivom RuPaul's Drag Race Down Under) je australsko-novozelandska reality natjecateljska emisija temeljena na američkoj emisiji RuPaul's Drag Race. U Australiji se prikazuje na kanalu Stan, u Novom Zelandu na kanalima TVNZ 2 i TVNZ+, u Ujedinjenom Kraljevstvu na kanalu BBC Three, a u ostatku svijeta na usluzi WOW Presents Plus.
RuPaul's Drag Race Down Under šesti je po redu naslov u serijalu Drag Race. Emisija je s prikazivanjem započela 1. svibnja 2021. godine, a prati skupinu „drag kraljica” u natjecanju za titulu pobjednika koji osvaja novčane i druge nagrade. Kao i u američkoj i britanskoj inačici emisije, RuPaul ima ulogu voditelja, mentora i glavnog člana žirija. U ožujku 2024. godine je bilo objavljeno da će četvrtu sezonu iznimno voditi Michelle Visage.

## Produkcija
Desetero natjecatelja debitantske sezone bilo je predstavljeno u ožujku 2021. godine. Nakon što je Art Simone bila eliminirana u drugoj epizodi, vratila se u natjecanje u četvrtoj epizodi i na kraju postala jedna od finalistica zajedno sa Sacrlet Adams, Karen From Finance i Ketom Mean. Iako je najveći broj pobjeda glavnog izazova osvojila Scarlet Adams, pobjednicom sezone bila je proglašena Kita Mean.
Desetero natjecatelja druge sezone bilo je predstavljeno 6. srpnja 2022. godine.
Natjecatelji treće sezone bili su objavljeni 28. lipnja 2023. godine. Nakon prikazanih osam epizoda od 28. srpnja do 15. rujna iste godine, Isis Avis Loren bila je proglašena pobjednicom nakon što je kroz sezonu osvojila tri glavna tjedna izazova.
Dana 11. ožujka 2024. godine bilo je potvrđeno da RuPaul neće voditi četvrtu sezonu emisije, već da će ga u njegovoj ulozi zamijeniti Michelle Visage koja je u prethodnim sezonama igrala ulogu glavnog suca. Na isti je nadnevak bilo potvrđeno da će se kroz sezonu kao gostujući suci pojaviti natjecatelji prijašnjih sezona emisije.

### Format
Desetak „drag kraljica” se tijekom sezone natječe u raznim izazovima koji testiraju njihove umjetničke i izvedbene sposobnosti i talente. Svakoga tjedna, na temelju izvedbe u glavnom tjednom izazovu i modne kombinacije koju natjecatelji predstavljaju na modnoj pisti, žiri bira tjednog pobjednika, a najlošija dva natjecatelja ulaze u lipsync dvoboj (eng. Lipsync For Your Life), nakon kojeg jedan natjecatelj napušta emisiju. Natjecatelj s najboljim rezultatima i najboljim općim dojmom na kraju sezone prema RuPaulovoj odluci pobjeđuje u natjecanju. 

### Suci
Voditelj emisije i glavni član žirija koji donosi odluku o napretku natjecatelja je RuPaul. Uz njega su stalni suci Michelle Visage, koja se RuPaulu prethodno pridružila i u američkoj i britanskoj inačici emisije, te australski glumac i komičar Rhys Nicholson. Oni skroz emisiju savjetuju natjecatelje te im daju kritike o njihovim izvedbama u tjednim izazovima i o modnim kombinacijama koje predstavljaju na glavnoj pozornici. Kroz emisiju su se pojavili i neki gostujući suci poput Adama Lamberta, Marie Thattil i Amy Taylor.

### Natjecatelji
Do sada se u emisiji natjecalo ukupno 30 drag kraljica. 

## Pregled emisije
| Sezona | Sezona | Epizode | Epizode | Originalno emitiranje | Originalno emitiranje | Broj natjecatelja   | Pobjednica          | Pratilja                                    |
| Sezona | Sezona | Epizode | Epizode | Premijera             | Finale                | Broj natjecatelja   | Pobjednica          | Pratilja                                    |
| ------ | ------ | ------- | ------- | --------------------- | --------------------- | ------------------- | ------------------- | ------------------------------------------- |
|        | 1.     | 8       | 8       | 1. svibnja 2021.      | 19. lipnja 2021.      | 10                  | Kita Mean           | Art Simone Karen from Finance Scarlet Adams |
|        | 2.     | 8       | 8       | 30. srpnja 2022.      | 17. rujna 2022.       | 10                  | Spankie Jackzon     | Hannah Conda Kween Kong                     |
|        | 3.     | 8       | 8       | 28. srpnja 2023.      | 15. rujna 2023.       | 10                  | Isis Avis Loren     | Gabriella Labucci                           |
|        | 4.     | n. p.   | n. p.   | 1. studenoga 2024.    | 2024.                 | Još nije najavljeno | Još nije najavljeno | Još nije najavljeno                         |

### Popis epizoda

#### Prva sezona (2021.)
| Br. u seriji | Br. u sezoni | Naslov                     | Pobjeda            | Eliminacija                                 | Nadnevak prikazivanja |
| ------------ | ------------ | -------------------------- | ------------------ | ------------------------------------------- | --------------------- |
| 1.           | 1.           | "G'day G'day G'day"        | Karen From Finance | Jojo Zaho                                   | 1. svibnja 2021.      |
| 2.           | 2.           | "Snatch Game"              | Anita Wigl'it      | Art Simone                                  | 8. svibnja 2021.      |
| 3.           | 3.           | "Queens Down Under"        | Scarlet Adams      | Coco Jumbo                                  | 15. svibnja 2021.     |
| 4.           | 4.           | "Rucycled"                 | Scarlet Adams      | Anita Wigl'it                               | 22. svibnja 2021.     |
| 5.           | 5.           | "Marketing Hats"           | Elektra Shock      | Etcetera Etcetera                           | 29. svibnja 2021.     |
| 6.           | 6.           | "Family Resemblance"       | Kita Mean          | Maxi Shield                                 | 5. lipnja 2021.       |
| 7.           | 7.           | "Talent Show Extravaganza" | Scarlet Adams      | Elektra Shock                               | 12. lipnja 2021.      |
| 8.           | 8.           | "Grand Finale"             | Kita Mean          | Art Simone Karen From Finance Scarlet Adams | 19. lipnja 2021.      |

#### Druga sezona (2022.)
| Br. u seriji | Br. u sezoni | Naslov                 | Pobjeda                                 | Eliminacija             | Nadnevak prikazivanja |
| ------------ | ------------ | ---------------------- | --------------------------------------- | ----------------------- | --------------------- |
| 9.           | 1.           | "Grand Opening"        | Molly Poppinz                           | Faúx Fúr                | 30. srpnja 2022.      |
| 10.          | 2.           | "Cagey Queens"         | Spankie Jackzon                         | Aubrey Haive            | 6. kolovoza 2022.     |
| 11.          | 3.           | "A Bottomless Brunch"  | Spankie Jackzon Yuri Guaii              | Pomara Fifth            | 13. kolovoza 2022.    |
| 12.          | 4.           | "Snatch Game"          | Hannah Conda                            | Minnie Cooper           | 20. kolovoza 2022.    |
| 13.          | 5.           | "Bosom Buddies"        | Hannah Conda Kween Kong Spankie Jackzon | Yuri Guaii              | 27. kolovoza 2022.    |
| 14.          | 6.           | "Hometown Hunnies"     | Hannah Conda                            | Beverly Kills           | 3. rujna 2022.        |
| 15.          | 7.           | "Drag Family Makeover" | Kween Kong                              | Molly Poppinz           | 10. rujna 2022.       |
| 16.          | 8.           | "Grand Finale"         | Spankie Jackzon                         | Hannah Conda Kween Kong | 17. rujna 2022.       |

#### Treća sezona (2023.)
| Br. u seriji | Br. u sezoni | Naslov                              | Pobjeda              | Eliminacija            | Nadnevak prikazivanja |
| ------------ | ------------ | ----------------------------------- | -------------------- | ---------------------- | --------------------- |
| 17.          | 1.           | "Mardi Gras Pride"                  | Hollywould Star      | Amyl                   | 28. srpnja 2023.      |
| 18.          | 2.           | "Muriel's Bedding"                  | Isis Avis Loren      | Ivory Glaze            | 4. kolovoza 2023.     |
| 19.          | 3.           | "The Fake Housewives of Down Under" | Gabriella Labucci    | Ivanna Drink           | 11. kolovoza 2023.    |
| 20.          | 4.           | "Snatch Game"                       | Ashley Madison       | Rita Menu              | 18. kolovoza 2023.    |
| 21.          | 5.           | "BMX Bitches"                       | Hollywould Star      | Ashley Madison         | 26. kolovoza 2023.    |
| 22.          | 6.           | "Drag Brunch"                       | Isis Avis Loren      | Bumpa Love             | 1. rujna 2023.        |
| 23.          | 7.           | "Terriers in Tiaras"                | Flor Isis Avis Loren | Hollywould Star        | 8. rujna 2023.        |
| 24.          | 8.           | "Grand Finale"                      | Isis Avis Loren      | Flor Gabriella Labucci | 15. rujna 2023.       |

#### Četvrta sezona (2024.)
| Br. u seriji | Br. u sezoni | Naslov | Pobjeda | Eliminacija | Nadnevak prikazivanja |
| ------------ | ------------ | ------ | ------- | ----------- | --------------------- |
| 25.          | 1.           | "N/E"  | N/E     | N/E         | 1. studenoga 2024.    |

## Vanjske poveznice
- Službena stranica  Arhivirana inačica izvorne stranice od 16. prosinca 2023. (Wayback Machine) na usluzi WOW Presents Plus